# Чіарако
Чіарако або Невадо-де-Чіарако (ісп. Nevado de Chiaraco, Chearoco або Chearaco) — гора в Болівії, в департаменті Ла-Пас. Частина хребта Кордильєра-Реаль.